# بطولة أمريكا الجنوبية لألعاب القوى للشباب 1979
بطولة أمريكا الجنوبية لألعاب القوى للشباب 1979 هي النسخة الـ 6 من بطولة أمريكا الجنوبية لألعاب القوى للشباب. أقيمت في كوتشابامبا. شارك فيها 113 رياضياً من 5 بلدان. تصدرت البرازيل جدول الميداليات برصيد 46 ميدالية منها 24 ذهبية.

## جدول الميداليات
| الترتيب | منتخب    | ذهبية | فضية | برونزية | المجموع |
| ------- | -------- | ----- | ---- | ------- | ------- |
| 1       | البرازيل | 24    | 13   | 9       | 46      |
| 2       | فنزويلا  | 5     | 11   | 9       | 25      |
| 3       | بوليفيا  | 2     | 2    | 4       | 8       |
| 4       | بيرو     | 1     | 6    | 5       | 12      |
| 5       | باراغواي | 0     | 0    | 5       | 5       |